# Bližší Lhota
Bližší Lhota (německy Vorderstift) je vesnice, část města Horní Planá v okrese Český Krumlov. Nachází se na pravém břehu Vltavy, resp. vodní nádrže Lipno, asi 2 km na jihozápad od Horní Plané, s kterou je dopravně spojena prostřednictvím přívozu. Je zde evidováno 104 adres.
Bližší Lhota leží v katastrálním území Zvonková o rozloze 39,2 km² a Pestřice o rozloze 11,55 km².

## Historie
První písemná zmínka o vesnici pochází z roku 1440. Před výstavbou vodní nádrže Lipno vedla od roku 1892 do roku 1958 přes dnes zatopenou část Bližší Lhoty železniční trať České Budějovice – Černý Kříž a bylo zde nádraží Nová Pec. S Horní Planou byla Bližší Lhota dopravně spojena mostem.